# دلالات الحالة
في نظرية الموقف، فإن دلالات الحالة (التي ابتكرها جون باروايز وجون بيري في أوائل الثمانينيات) تحاول توفير أساس نظري متين للتفكير حول الفطرة السليمة ومواقف العالم الحقيقي، عادة في سياق اللغويات النظرية، أو الفلسفة النظرية، أو التطبيقية معالجة اللغة الطبيعية.

## باروايز وبيري
الحالات، على عكس العوالم، ليست كاملة بمعنى أن كل اقتراح أو نفي له يحمله في عالم. بحسب المواقف والمواقف، المعنى هو العلاقة بين موقف الخطاب، والموقف الضام والموقف الموصوف. سرعان ما واجهت النظرية الأصلية للحالات والمواقف صعوبات تأسيسية. اقترح باروايز إعادة صياغة تستند إلى نظرية مجموعة غير أكيدة لبيتر أكزيل  قبل أن تتلاشى هذه المقاربة للموضوع في أوائل التسعينات.

## HPSG
دلالات الحالة هي النظرية الدلالية الأولى التي تم استخدامها في قواعد بنية العبارة التي يحركها الرأس (HPSG).

## كراتزر
كان نظام Barwise و Perry نهجًا من أعلى إلى أسفل تعثر في القضايا العملية التي تم تحديدها مبكرًا من قبل انجليكا كراتزروآخرين. قامت بعد ذلك بتطوير مجموعة كبيرة من النظريات من القاعدة إلى القمة من خلال معالجة مجموعة متنوعة من القضايا في مجالات تبعية السياق في الخطاب وواجهة بناء الجملة - الدلالات. وبسبب طبيعتها العملية وتطورها المستمر، فإن هذا الجزء من العمل «مع المواقف المحتملة كأجزاء من العوالم المحتملة، أصبح له الآن تأثير أكبر بكثير من أفكار باروايز وبيري».

## روابط خارجية
- «الأوضاع في دلالات اللغة الطبيعية» - موسوعة ستانفورد للفلسفة ]